# Trogulus rossicus
Espèce
Trogulus rossicus est une espèce d'opilions dyspnois de la famille des Trogulidae.

## Distribution
Cette espèce est endémique du kraï de Krasnodar en Russie. Elle se rencontre vers Goriatchi Klioutch, Novorossiïsk et Chelinskoje.

## Description
Le mâle holotype mesure 8 mm et la femelle paratype 7 mm.

## Systématique et taxinomie
Cette espèce a été décrite par Šilhavý en 1968.

## Étymologie
Son nom d'espèce lui a été donné en référence au lieu de sa découverte, la Russie.

## Publication originale
- Šilhavý, 1968 : « Trogulus rossicus n. sp., ein neuer Weberknecht aus der UDSSR. » Reichenbachian, vol. 10, no 5, p. 25–29.